# Api Claudi Pulcre (cònsol 38 aC)
Api Claudi Pulcre (llatí: Appius Claudius Pulcher, sovint Clodius, Clodi) va ser un magistrat romà. Era fill de Gai Claudi Plucre, pretor l'any 56 aC. Formava part de la gens Clàudia. Va ser adoptat pel seu oncle Api Claudi Pulcre, cònsol l'any 54 aC. Degué néixer amb un praenomen diferent, però l'adopció feu que adoptàs el prenom del seu oncle, i per això s'anomenava igual que el seu germà, Api Claudi Pulcre.
A la mort del seu oncle Publi Clodi Pulcre, ell i el seu germà, també anomenat Api Claudi Pulcre, van ser els acusadors de Miló. L'any 50 aC va portar a la Gàl·lia les dues legions que Pompeu havia enviat a Juli Cèsar. Ell o potser el seu germà del mateix nom, va ser cònsol l'any 38 aC, juntament amb Gai Norbà Flac.